# Солдатська синагога (Севастополь)
Військова синагога в Севастополі — перша синагога в історії міста, що була розташована на міському пагорбі, на сучасній вулиці Дроздова.
Її побудували єврейські ветерани, що воювали в Кримській війні — спочатку її називали Молитовним домом Миколаївських солдатів. Точна дата побудови невідома, в різних виданнях датами є: 1865, 1868 та 1873.
3 січня 1910 року на її місці було урочисто відкрито новий молитовний дім, який, незважаючи на більшу площу, ніж попередня синагога, міг вмістити лише 200 вірних.
Севастопольські євреї молилися тут до початку радянсько-німецької війни, в якій будівля була зруйнована.